# Celerina/Schlarigna
Celerina/Schlarigna és un municipi del cantó dels Grisons (Suïssa), situat al districte de Maloja.